# Cano (rapper)
David Cano Calleja, noto semplicemente come Cano (Madrid, 25 marzo 2001), è un rapper spagnolo.

## Biografia
Cresciuto a Rivas-Vaciamadrid, David Cano Calleja inizia a fare freestyle per strada in giovane età. Pubblica la sua prima canzone su YouTube nel 2018, ma guadagna notorietà nel 2020 grazie al singolo Siento, che entra in tendenza in Spagna.
Dopo una serie di singoli di successo, come Cuando ella se va e Tu y yo, il 5 ottobre 2023 pubblica il suo album in studio di debutto DPQDP (acronimo di Dinero pa quitame de problemas), arricchito da collaborazioni con artisti come VillaBanks e Fernandocosta. Il successo ottenuto da tale disco gli permette di suonare in concerto al WiZink Center di Madrid e al Palau Sant Jordi di Barcellona. Il 24 ottobre 2024 è la volta del secondo album Triana, caratterizzato da collaborazioni con Rvfv, JC Reyes, Lia Kali, Lacrim, SRNO e Cyril Kamer.

## Discografia

### Album in studio
- 2023 – DPQDP
- 2024 – Triana